# Étienne Mangean

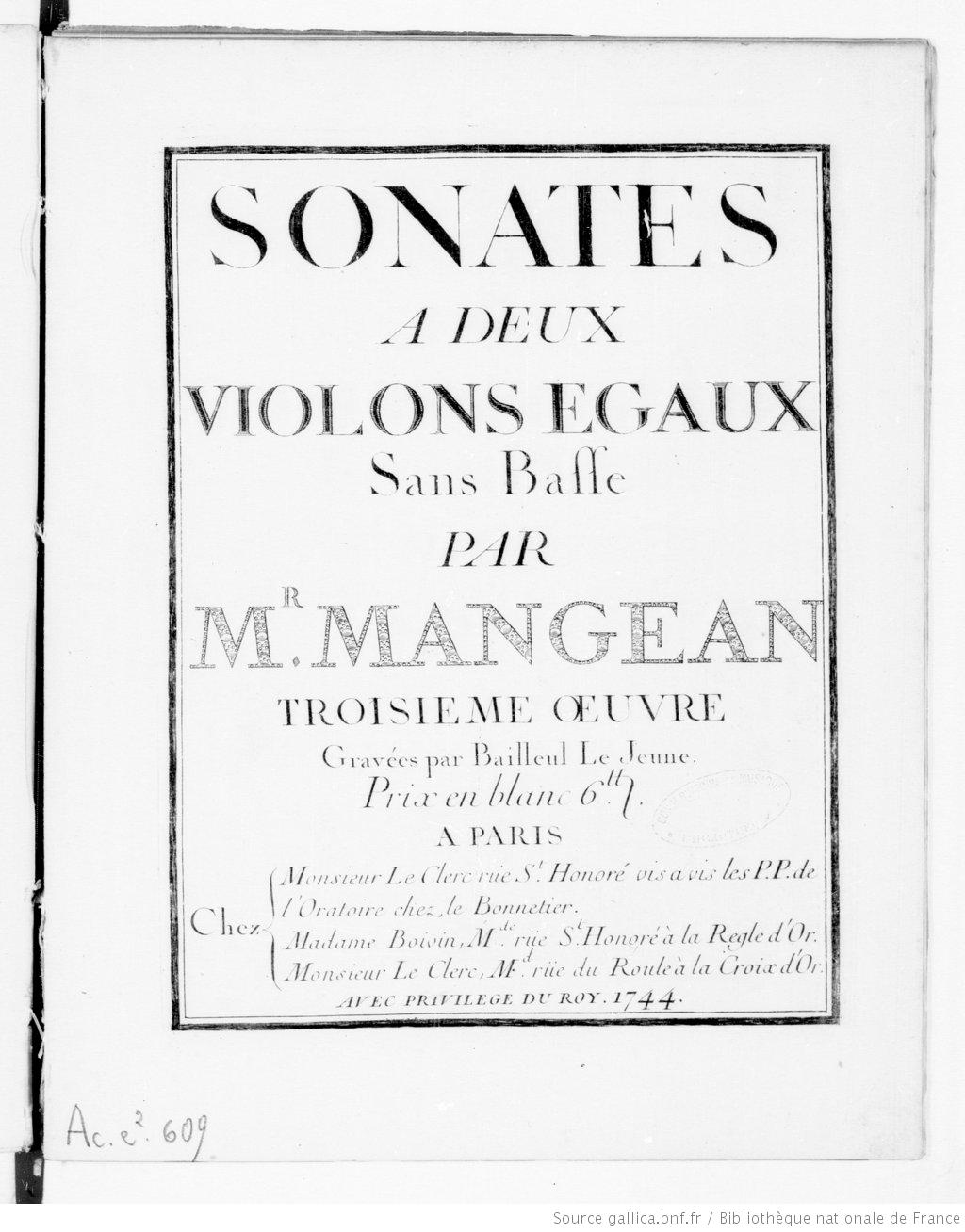
Page de titre des Sonates à deux violons égaux sans basse d'Étienne Mangean. Source: gallica.

Étienne Mangean (Lyon (?) vers 1710 - Paris, vers 1756) est un  violoniste et compositeur français.
On ne sait pas grand-chose de sa vie. Son père Claude est maître ouvrier en soie, et son frère Pierre, né en 1703, est violoniste comme lui. En 1728-1730, Étienne est violoniste à l'Académie de musique de Montauban que dirige alors Le Franc de Pompignan, son protecteur,  avocat general de la Cour des aides. En 1734, il est maître de musique, en 1735, il est  violoniste au sein de l'orchestre de l'Académie de musique de Dijon. Il s'installe ensuite à Paris. Il paraît en 1742 au Concert spirituel de Paris, sans doute au service du duc d'Aiguillon. Il est mentionné au Concert spirituel jusqu'en 1755, et à l'Opéra-Comique en 1753-54.
De ses compositions, le Concerto en La majeur, publié en 1730, dédicacé à Monsieur Le Franc, a été découvert en dernier. En 1735 sont publiées deux suites intitulées Concert de symphonie dont la forme et le style s'apparentent aux Récréations de Jean-Marie Leclair : une succession de danses les plus diverses précédées d'une ouverture à la française. En 1744 paraissent des  Sonates à deux violons égaux sans basse et des Sonates à violon seul et basse continue.